# Aeródromo de Gavião Peixoto
A pista do aeródromo Gavião Peixoto (estado de São Paulo) é a pista de pouso e decolagem asfaltada mais longa das Américas, com 4 967 metros de comprimento por 45m de largura. No mundo, seu comprimento é inferior apenas ao das seguintes pistas:
- Do Shingatse Peace, na China, com 5 000 m.
- Do Aeroporto Ramenskoye, na Rússia, com 5 403 m.
- Do Aeroporto Ulyanovsk, na cidade de Vostochny, também na Rússia, com 5 000 m.

No entanto, somente 3 000m de comprimento e 45m de largura estão homologados pela ANAC para pousos e decolagens, sendo o restante utilizável somente como área de parada. A largura da área asfaltada além das faixas laterais é variável, chegando a 95m na parte central.
Esse aeródromo fica localizado na unidade de Gavião Peixoto da Embraer e é utilizado nos "ensaios em voo" para desenvolvimento, certificação e testes das aeronaves em produção.